# Crypto.com Arena
El Crypto.com Arena, conocido anteriormente como Staples Center, es un recinto multiusos situado en la ciudad de Los Ángeles, en California (Estados Unidos). Es uno de los más modernos y lujosos del mundo, ubicado en la Avenida Figueroa. Es famoso por ser la sede de uno de los equipos mas grandes de la NBA,  Los Angeles Lakers, y por ser la sede de la ceremonia anual de entrega de los Premios Grammy. Se financió por completo de manera privada, teniendo un coste final de 375 millones de dólares. El nombre era hasta 2021 de uno de sus patrocinadores, Staples Inc., una cadena de establecimientos con más de 2000 tiendas en todo el mundo. 

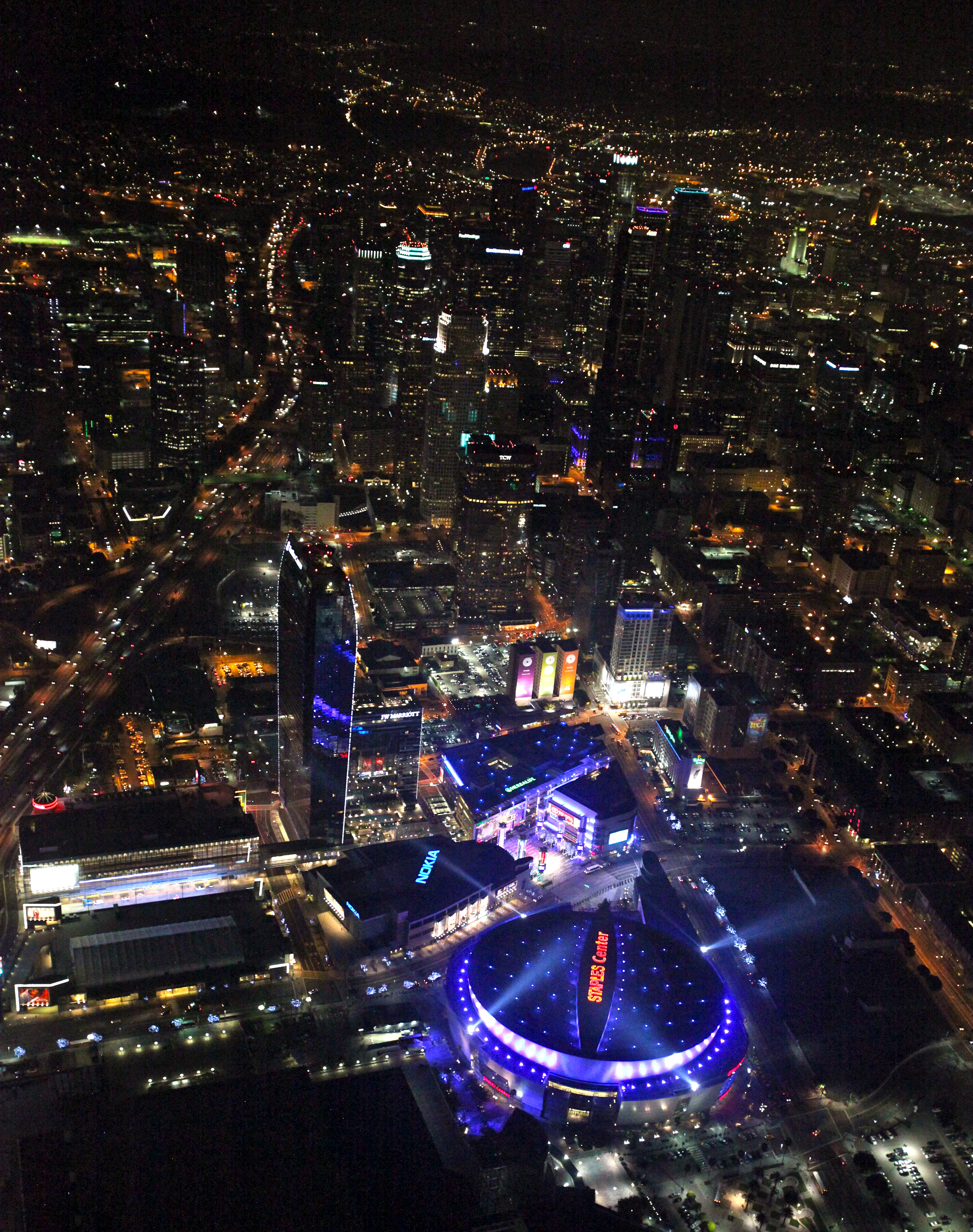
Vista aérea de Crypto.Com arena y L.A.

La empresa de criptomonedas Crypto.com compró por un periodo de 20 años los derechos de nombre del estadio. A partir del 25 de diciembre de 2021 el estadio oficialmente se denomina Crypto.com Arena.
Los Angeles Clippers de la NBA jugaron en el estadio desde 1999 hasta 2024, antes de partir hacia su nuevo estadio, Intuit Dome, ubicado en Inglewood.
El centro acogerá la Gimnasia Artística en los Juegos Olímpicos de Los Ángeles 2028. Por reglas del COI, su nombre se cambiará como "Arena del Centro". 

## Descripción
El Crypto.com Arena tiene 950 000 pies cuadrados (88 257,9 m 2 ) de espacio total, con un suelo de arena de 94 pies (28,7 m) por 200 pies (61,0 m). Tiene una altura de 150 pies (45,7 m). El estadio tiene capacidad para 19.067 personas para baloncesto, 18 145 para hockey sobre hielo y alrededor de 20 000 para conciertos u otros eventos deportivos.  Dos tercios de los asientos del estadio, incluidos 2 500 asientos de club, están en el bowl inferior. También hay 160 suites de lujo, incluidas 15 suites para eventos, en tres niveles entre los bowls inferior y superior.  El récord de asistencia al estadio lo tiene la pelea entre el campeón mundial de peso welter de la AMB, Antonio Margarito, y Shane Mosley, con una multitud de 20 820 personas, celebrada el 25 de enero de 2009.

### Plaza de las estrellas
Fuera del estadio, en Star Plaza, hay 12 estatuas de deportistas y presentadores famosos de Los Ángeles. Además, en Star Plaza se erigió el monumento a Los Angeles Kings en 2016.  La estatua de Kobe y Gianna Bryant se erigió en 2024.

## Historia
El estadio ha sido calificado como "el acuerdo que casi no se materializó". Mucho antes de que se iniciara la construcción, los planes para el estadio se negociaron entre funcionarios electos de la ciudad y los promotores inmobiliarios Edward P. Roski de Majestic Realty y Philip Anschutz.  Roski y Anschutz habían adquirido Los Angeles Kings en 1995 y en 1996 comenzaron a buscar un nuevo hogar para su equipo, que entonces jugaba en el Forum de Inglewood.
Majestic Realty Co. y AEG estaban buscando terrenos disponibles en el área de Los Ángeles para construir un estadio cuando Steve Soboroff, entonces presidente de la Comisión de Parques y Recreación de Los Ángeles, se puso en contacto con ellos. Soboroff les pidió que consideraran construir el estadio en el centro de Los Ángeles, junto al centro de convenciones. Esta propuesta intrigó a Roski y Anschutz, y pronto se ideó un plan para desarrollar el estadio.
Se produjeron meses de negociaciones entre Anschutz y los funcionarios de la ciudad, con Roski y John Semcken de Majestic Realty Co. encabezando las negociaciones para los promotores inmobiliarios. Las negociaciones se volvieron polémicas en ocasiones y los promotores inmobiliarios amenazaron con retirarse por completo en más de una ocasión. La principal oposición provino del concejal Joel Wachs, que se opuso a utilizar fondos públicos para subsidiar el proyecto propuesto, y la concejal Rita Walters, que se opuso a partes del mismo. 
Finalmente, los promotores y los dirigentes de la ciudad llegaron a un acuerdo y en 1997 se inició la construcción del nuevo edificio, que se inauguró dos años después. Se financió de forma privada a un coste de 375 millones de dólares y se le puso el nombre de la empresa de material de oficina Staples, Inc. , que fue uno de los patrocinadores corporativos del centro que pagó los derechos de denominación.  El contrato de derechos de denominación de 20 años de Staples se renovó en 2009.  El estadio se inauguró el 17 de octubre de 1999, con un concierto de Bruce Springsteen & The E Street Band como evento inaugural.
Alberga más de 250 eventos, tanto deportivos como de cualquier índole, además de hacer las funciones de centro comercial y de ocio ofreciendo servicios de toda clase. El Staples Center recibe más de 4 millones de visitas a lo largo del año. También sirvió como lugar de ensayos para los conciertos que daría Michael Jackson. También tocando grandes artistas como Depeche Mode, Bruno Mars, Shakira, Ariana Grande, Selena Gomez, Taylor Swift, Justin Bieber, Britney Spears, Kylie Minogue, Adele, Lady Gaga, Justin Timberlake, Jenni Rivera, Gloria Trevi y Katy Perry, etc.

## Aforo
El Staples Center (Crypto.com Arena) puede albergar 20 000 espectadores para conciertos, 18.997 para el baloncesto, y 18 118 para el hockey sobre hielo y el fútbol americano indoor. Las dos terceras partes de los asientos se sitúan en el nivel inferior. Además, cuenta con 160 palcos de lujo y 15 suites para eventos. También es usada para eventos de WWE como WrestleMania 21 y Summerslam 2009, 2010, 2011, 2012, 2013 y 2014.

## Equipos
El pabellón es compartido por los siguientes equipos profesionales:
- Los Angeles Lakers (NBA)
- Los Angeles Clippers (NBA)
- Los Angeles Sparks (WNBA)
- Los Angeles Kings (NHL)

## Otros eventos
El Crypto.com Arena (ex Staples Center) ha albergado otros eventos deportivos, tales como el All-Star de la National Hockey League de 2002 y 2017, el All-Star Game de la NBA de 2004, 2011 y 2018, el torneo de baloncesto masculino de la Pacific-10 Conference desde 2002 hasta 2012, el WTA Tour Championships desde 2002 hasta 2005, el Campeonato de Estados Unidos de Patinaje Artístico de 2002, el Campeonato Mundial de Patinaje Artístico sobre Hielo de 2009, los combates de artes marciales mixtas UFC 60 en 2006, UFC 104 en 2009 y UFC 184 en 2015, los X Games desde 2003, y combates de boxeo de HBO.
Además ha albergado numerosos conciertos musicales, así como los Latin Grammy Awards de 2000, y los Grammy Awards desde 2000 (salvo en 2003 y 2018). En 2011, Jenni Rivera se convirtió en la primera música regional mexicana en actuar en un estadio con entradas agotadas.
Como parte de las festividades del Super Bowl LVI , el estadio fue sede del "Super Bowl Music Fest" en febrero de 2022, encabezado por Halsey, Machine Gun Kelly, Blake Shelton y Gwen Stefani , Miley Cyrus y Green Day.
También, fue sede de dos finales mundiales de League of Legends, en 2013 y en 2016, donde el equipo Coreano SK Telecom T1 se alzó como campeón del mundo en ambas ocasiones, derrotando en 2013 al equipo Chino "Royal Never Give Up" (En su momento llamado "Royal Club") por 3-0, y en 2016, en una de las series al mejor de 5 más intensas de la historia, a sus compatriotas Coreanos "Samsung Galaxy" por 3-2.
Muerte del Rey del pop
El 7 de julio de 2009, a las 10:00 a. m. (hora de Los Ángeles), se realizó en el Staples Center (actualmente Crypto.com Arena) el funeral de Michael Jackson, que había fallecido el 25 de junio en su residencia en esa ciudad. Durante el funeral, para el cual se sortearon 17 500 boletos gratuitos entre las personas previamente registradas en el sitio web del recinto. El ataúd cerrado de Michael estuvo presente entre el escenario y el público las dos horas que duró la ceremonia, la cual fue transmitida en directo y de manera gratuita por Internet y por los canales de televisión que quisieran transmitirlo. El evento fue visto por 31 millones de personas solo en los EE. UU. y por más de 2500 millones de personas en todo el mundo.

## Galería

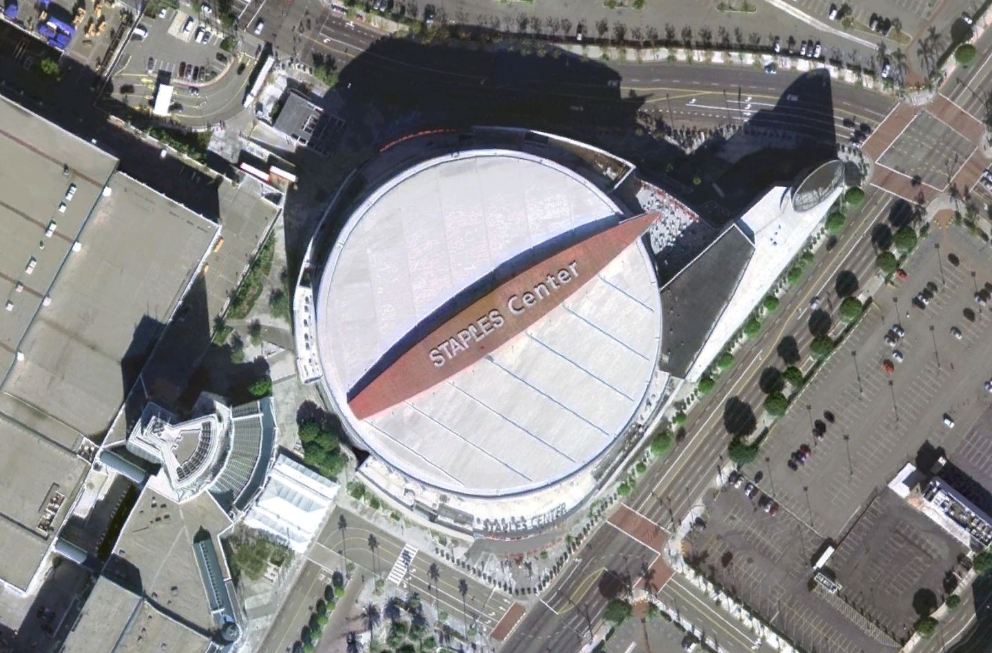
Vista cenital
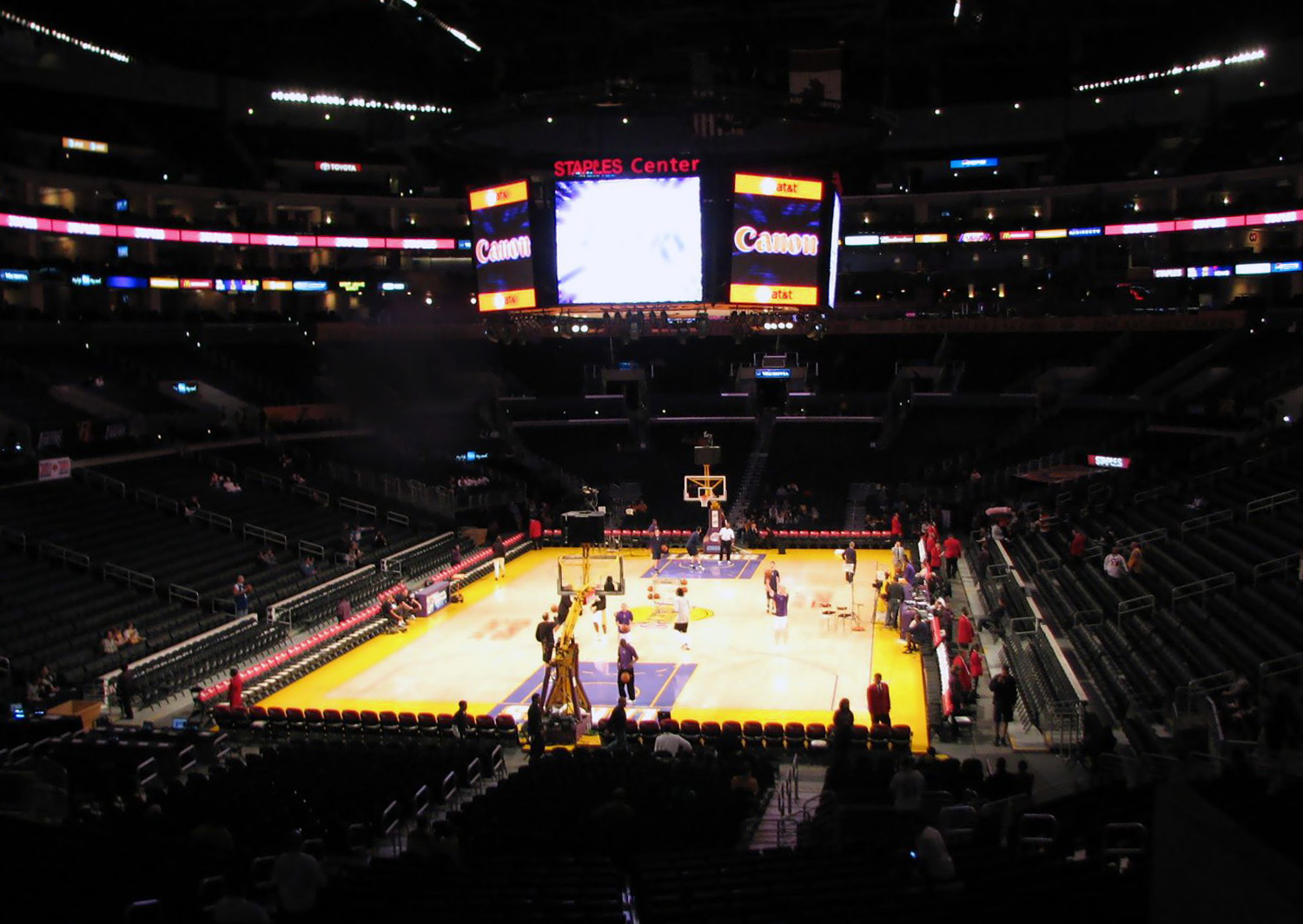
Staple Center antes de un partido de los Lakers
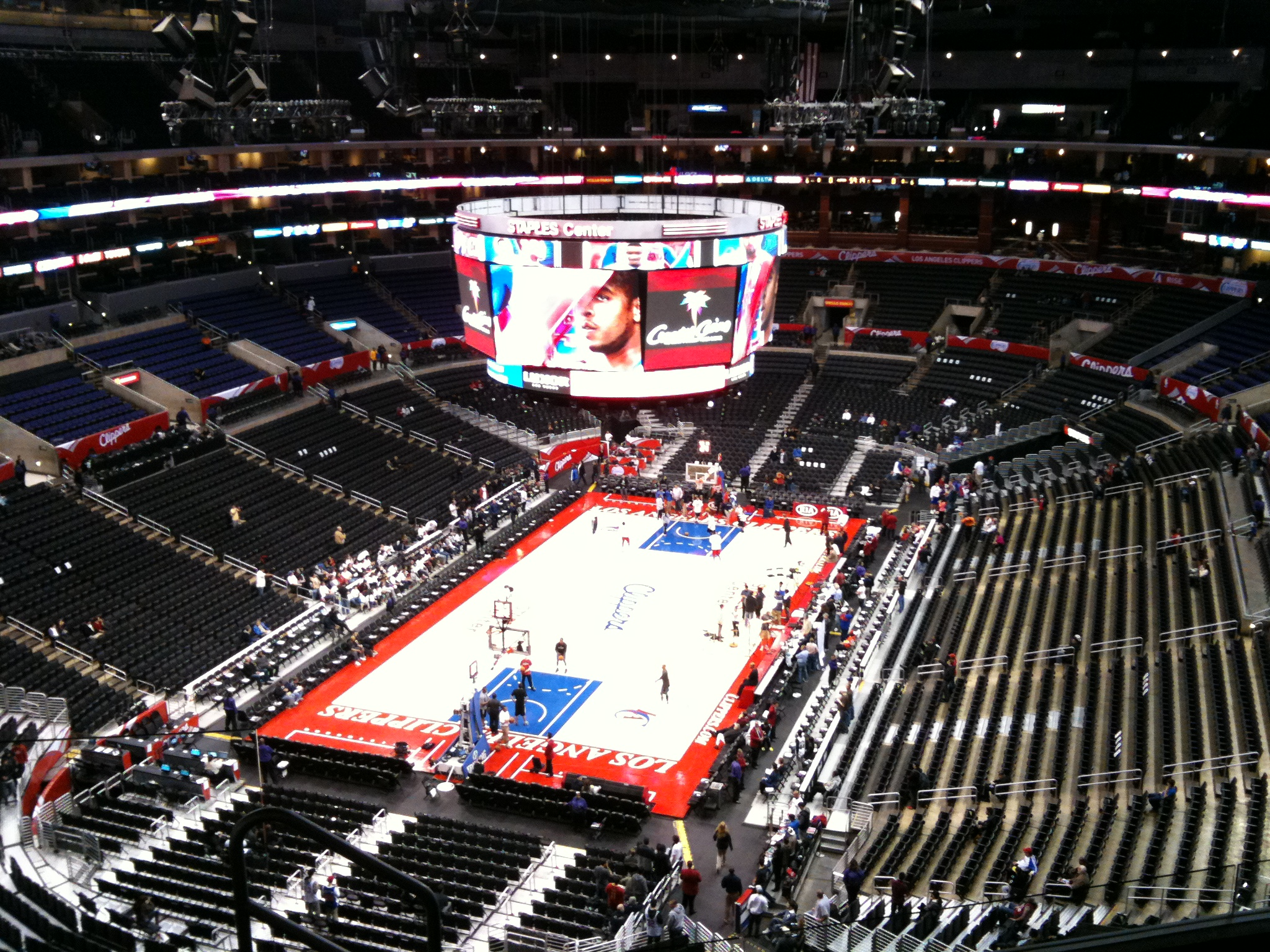
Staple Center antes de un partido de los Clippers
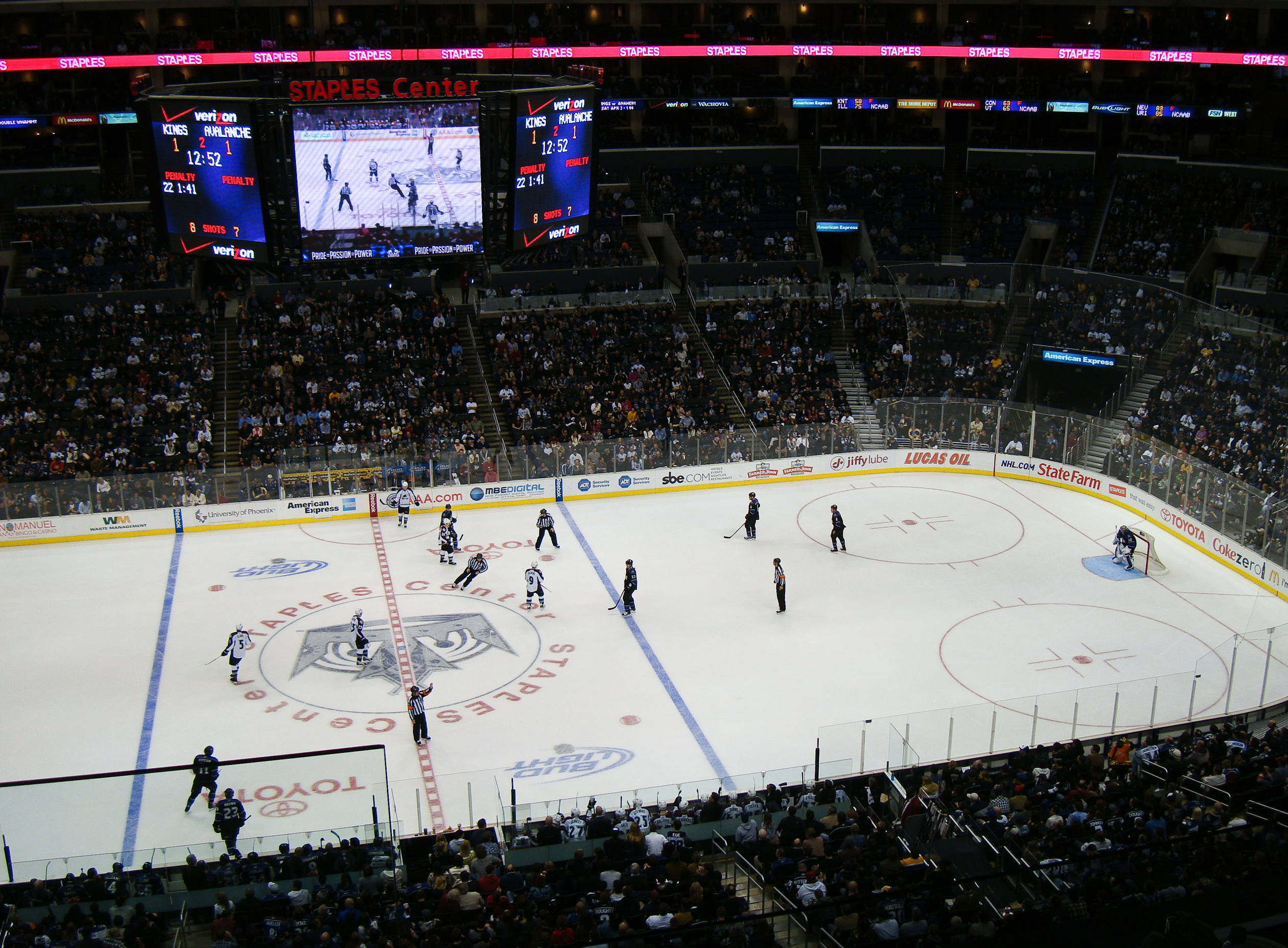
Staples Center durante un juego de Los Angeles Kings
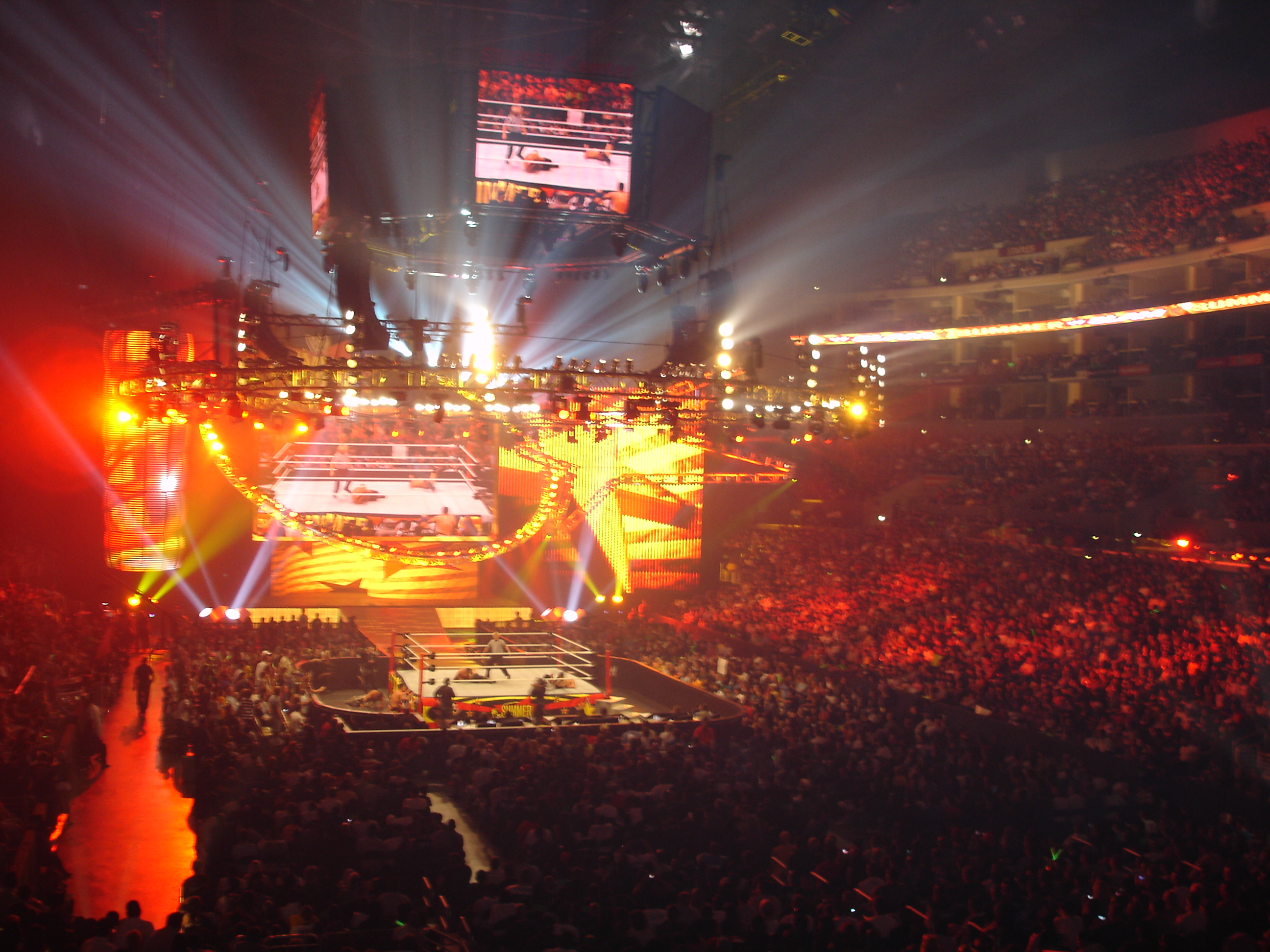
Interior del Staples Center durante WWE SummerSlam 2009